# Eublemma chlorotica
Eublemma chlorotica is een vlinder uit de familie van de spinneruilen (Erebidae). De wetenschappelijke naam van deze soort is voor het eerst voorgesteld als Thalpochares chlorotica door Julius Lederer in een publicatie uit 1858.
De soort komt voor in Turkije, Syrië, Libanon, Jordanië en Iran.